# Bahía Lituya
La bahía Lituya (del inglés: Lituya Bay) es un fiordo localizado en la bahía de los Glaciares, en la costa del océano Pacífico de  Alaska, en los Estados Unidos. Tiene 14,5 km de largo y 3,2 km en su punto más ancho. Su profundidad media es de 220 metros. 
En la bahía desaguan tres glaciares: el Crillón, el Cascade y el Lituya. La bahía es famosa por su oleaje extremadamente alto, ya que al tener una  entrada  bastante angosta las olas que entran desde el golfo de Alaska quedan encerradas en la bahía, aumentando la corriente en el interior.
Esta misma topografía propició que en 1958 se produjera el megatsunami más alto del que se tenga registro en el mundo: el tsunami de Bahía Lituya Tras un sismo de 8,3 grados Richter, se derrumbó gran parte del glaciar Lituya, generándose una ola de 524 metros de altura, que arrasó 10 kilómetros cuadrados de bosque y provocó la muerte de 2 pescadores.
La bahía Lituya forma parte del parque nacional y reserva de la Bahía de los Glaciares.

## Historia
La bahía fue descubierta en 1786 por el francés Jean-François de La Pérouse, que la bautizó como Port des Français («Puerto de los franceses»). La  Pérouse, al mando de la Boussole y el Astrolabe, dirigía una expedición francesa que tenía como fin completar los descubrimientos llevados a cabo por James Cook en el océano Pacífico. La expedición, que constaba de 220 hombres, partió de Brest en agosto de 1785, con varios científicos —un astrónomo, un médico, tres naturalistas, un matemático— y tres dibujantes.
La expedición, tras rodear el cabo de Hornos y pasar por las islas de Pascua y de Hawái, navegó hasta Alaska, en donde La Pérouse desembarcó a finales de junio de 1786 cerca del monte San Elías. Exploró los alrededores y una barca y dos chalupas, que transportaban 21 hombres, se perdieron en las violentas corrientes de lo que ellos llamaron Port des Français. Luego, la expedición volvió al sur visitando Monterrey.

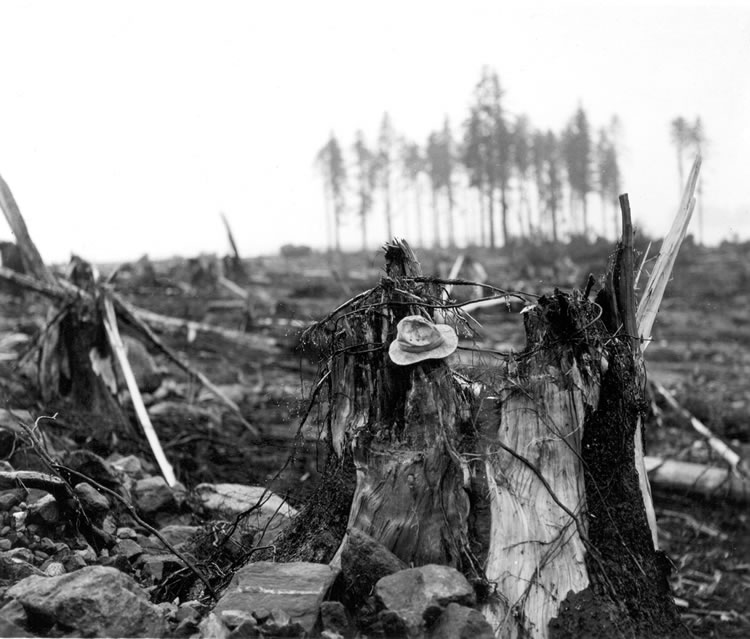
Vista de los abetos destrozados por la fuerza del megatsunami de 1958.